# De grandes espérances (téléfilm, 1983)
Pour plus de détails, voir Fiche technique et Distribution.
De grandes espérances est un film d'animation australien réalisé par Warwick Gilbert, sorti directement en vidéo après sa diffusion sur la chaîne Nine Network en 1983.
Le téléfilm a été diffusé le 24 février 1985 sur Canal+.

## Synopsis
Les mésaventures du jeune Pip tour à tour orphelin puis riche héritier qui est succombé au charme de la belle Estella...

## Fiche technique
- Titre original : De grandes espérances
- Titre français : De grandes espérances
- Réalisation : Warwick Gilbert
- Scénario : Alexander Buzo d'après le roman de Charles Dickens
- Musique : Richard Bowden
- Directeur de production : Roz Phillips
- Opérateurs caméra : Tom Epperson
- Graphistes : Yosh Barry, Andrea Bresciani, David Elvin, Glen Lovett, Alex Nicholas, Paul Pattie et David Skinner
- Supervision de l'animation : Warwick Gilbert et Jean Tych
- Création des personnages : Jean Tych
- Animateurs des décors : Sheila Christofides, Marzena Czerniak, Carol Lumsden, Beverley McNamara, John King, Paul Pattie et David Skinner
- Animateurs : Gairden Cooke, Alain Costa, Kim Craste, Janey Dunn, Liz Lane, Pam Lofts, Jacques Muller, Astrid Nordheim, Lucie Quinn, Maria Szemenyei et Kaye Watts
- Supervision des couleurs : Jenny Schowe
- Producteurs exécutifs : Tom Stacey et George Stephenson
- Producteur : Eddy Graham
- Montage : Peter Siegl
- Compagnie de production : Burbank Films Australia
- Compagnie de distribution : Nine Network Australia
- Pays d'origine :  Australie
- Langue d'origine : Anglais stéréo
- Format : couleur
- Genre : Animation, Conte
- Durée : 69 minutes
- Ratio écran : 1.33:1 plein écran 4:3

## Distribution

### Voix françaises
- Jackie Berger : Philip Pirrip dit "Pip"
- Michel Papineschi : "Pip" adulte
- Pierre Fromont : Joe Gargery
- Claude Chantal : Madame Gargery
- Henry Djanik : Abel Magwitch / Provis / Monsieur Campbell
- William Sabatier : Monsieur Pumblechook / Compeyson
- Jane Val : Mademoiselle Havisham
- Joëlle Fossier : Estella
- Joël Martineau : Herbert Pocket
- Pierre Trabaud : Monsieur Jaggers
- Marc François : Le sergent
- Jacques Torrens : Voix additionnelles

## DVD
Le film a fait l'objet d'une sortie sur le support DVD :
- Oliver Twist (DVD Keep-Case) est sorti le 5 février 2008 dans la collection Les Grands Auteurs édité par Arcadès. Le ratio écran est en 1.33:1 plein écran uniquement en français sans sous-titres et sans suppléments[1].